# Smart Bomb Interactive
Smart Bomb Interactive é uma empresa desenvolvedora de jogos baseada em Salt Lake, Utah, Estados Unidos.

## Trabalhos
GameCube
- Pac-Man World Rally

PC
- Pac-Man World Rally
- Snoopy vs. the Red Baron

PlayStation 2
- Pac-Man World Rally
- Snoopy vs. the Red Baron

PlayStation Portable
- Pac-Man World Rally
- Snoopy vs. the Red Baron
- Animal Jam

Wii
- Bee Movie Game

Xbox
- Snoopy vs. the Red Baron